# Zasavska koča na Prehodavcih
Zasavska koča na Prehodavcih (2071 m) je planinska postojanka na razgledni vzpetini tik nad prevalom Prehodavci, prek katerega pelje pot iz Trente v Dolino Triglavskih jezer. Zgrajena je bila leta 1954 na temeljih italijanske obmejne stražnice. Kočo upravlja Planinsko društvo Radeče in je oskrbovana od začetka julija do konca septembra. V koči je gostinski prostor s 40 sedeži in točilnim pultom. Prenočišče nudi v 2 sobah z 39 postelj in na skupnem ležišču v zimskem bivaku je še 16 ležišč.

## Dostopi
- iz Loga v Trenti skozi Zadnjico (4h)
- od Tržaške koče na Doliču (2151 m) čez Hribarice (2h)
- od Vodnikovega doma na Velem polju čez Hribarice (3h)

## Ture
- na Kanjavec (2569 m) 2h
- na Veliko Zelnarico (2320 m) 2h
- na Veliko Špičje (2398 m) 2½h